# وینتربورگ
وینتربورگ (به آلمانی: Winterburg) یک شهر در آلمان است که در باد کرویتسناخ واقع شده‌است. وینتربورگ ۲۰۷ نفر جمعیت دارد.